# 1900년 하계 올림픽 캐나다 선수단
캐나다는 1900년 프랑스 파리에서 개최된 제2회 하계 올림픽에 선수단을 파견했다. 1개 종목에 선수 2명이 참가하였다.

## 종목별 참가 선수 및 메달 집계
| 종목 | 참가 선수 | 1 | 2 | 3 | 합계 |
| 육상 | 2         | 1 | 0 | 1 | 2    |
| 합계 | 2         | 1 | 0 | 1 | 2    |

## 육상
| 선수             | 세부 종목    | 예선   | 예선 | 결선   | 결선      |
| 선수             | 세부 종목    | 기록   | 순위 | 기록   | 최종 순위 |
| 조지 오튼        | 400m 허들    | 1:00.2 | 2 Q  | 불명   | 3         |
| 조지 오튼        | 2500m 장애물 |        |      | 7:34.4 | 1         |
| 조지 오튼        | 4000m 장애물 |        |      | 불명   | 5         |
| 로날드 J. 맥날드 | 마라톤       | 불명   | 불명 |        |           |

## 참고 자료
- Mallon, Bill (1998). 《The 1900 Olympic Games, Results for All Competitors in All Events, with Commentary》. Jefferson, North Carolina: McFarland & Company, Inc., Publishers. ISBN 0-7864-0378-0.
- “Canada:1900 Olympic Results”. sports-reference.com. 2008년 12월 29일에 원본 문서에서 보존된 문서. 2010년 4월 2일에 확인함.